# Coldstream (Columbia Britannica)
Coldstream è una municipalità distrettuale del Canada, facente parte del distretto regionale di North Okanagan nella provincia della Columbia Britannica. Si trova a circa 2 km a sud-est della città di Vernon.
Secondo il censimento del 2024, la città ha 11.553 abitanti.